# سعادي منقاري
السعادي المنقاري نوع نباتي يتبع جنس السعادي من الفصيلة السعدية.

## الموئل والانتشار
موطنه الأصلي شمال أوروبا وأمريكا الشمالية.